# Витушкин, Анатолий Георгиевич
Анато́лий Гео́ргиевич Виту́шкин (25 июня 1931, Москва — 9 мая 2004, там же) — советский и российский математик, академик РАН с 1991 года. Основные труды по теории приближений, комплексной геометрии, теории информации. Основатель постоянно работающего научно-исследовательского семинара и одной из ведущих школ в области комплексного анализа и теории приближений.

## Биография
В 1943 году поступил в Тульское суворовское военное училище. Незадолго до окончания училища при взрыве потерял зрение, но окончил военное училище с золотой медалью. В 1949 году поступил на механико-математический факультет МГУ, который окончил в 1954 году. Однокурсниками были В. В. Белецкий, А. А. Боровков, Т. Д. Венцель, А. А. Гончар, Е. А. Девянин, У. А. Джолдасбеков, А. П. Ершов, А. М. Ильин, И. А. Кийко, В. Д. Клюшников, М. Л. Лидов, В. В. Лунёв, Р. А. Минлос, И. В. Новожилов, Н. А. Парусников, Г. С. Росляков, С. А. Шестериков.
С первого курса стал активно участвовать в работе студенческого семинара под руководством А. С. Кронрода, а также посещать топологический семинар П. С. Александрова. Ко времени окончания университета опубликовал несколько работ, посвященных 13-й проблеме Гильберта.
С 1956 года и до конца жизни работал в МИАН. В 1957 году защитил кандидатскую диссертацию «Вариации функции многих переменных и достаточные условия для их ограниченности», посвященную теории вариации (научный руководитель — А. Н. Колмогоров), а в 1958 году — докторскую «О трудности задачи табулирования», основные результаты которой вошли в монографию «Оценка сложности задачи табулирования», изданную годом позже.
Умер 9 мая 2004 года. Похоронен на Троекуровском кладбище в Москве.

## Признание и награды
- 1967 — Государственная премия СССР — за цикл работ по вариациям множеств и их применениям в оценках сложности алгоритмов
- 1976 — член-корреспондент АН СССР
- 1981 — Орден «Знак Почёта»
- 1991 — академик АН СССР
- 2003 — Премия имени А. Н. Колмогорова — за цикл работ «Аналитическая емкость в задачах теории приближений»

## Публикации
- Витушкин А. Г. О многомерных вариациях. — М.: ГИТТЛ, 1955. — 220 с.
- Витушкин А. Г. Оценка сложности задачи табулирования. — М.: Гос. изд-во физ-мат. лит-ры, 1959. — 228 с.
- Coding of signals with finite spectrum and sound recording problems // Proceedings of the International Congress of Mathematicians. Vancouver, 1974.
- Витушкин А. Г. Курс лекций по комплексному анализу. — М.: Изд-во Мех-мата МГУ. — 240 с.
- Витушкин А. Г. Замечательные факты комплексного анализа // Итоги науки и техники. Сер. Соврем. пробл. мат. Фундам. направления. — 1985. — Т. 7. — С. 5–22.
- Витушкин А. Г. Голоморфные отображения и геометрия поверхностей // Итоги науки и техники. Сер. Соврем. пробл. мат. Фундам. направления. — 1985. — Т. 7. — С. 167–226.
- Витушкин А. Г. Полвека – как один день // УМН. — 2002. — Т. 57, № 1(343). — С. 191–206.